# 费村 (瑞士)
费村（法語：Fey）是瑞士联邦西部法语区的沃州下设的一个镇。在行政上属于沃州格罗区管辖。费村的总面积为7.35平方公里。截至2010年底，总人口为562。